# オウケンブルースリ
オウケンブルースリ（欧字名:Oken Bruce Lee、2005年2月24日  - ）は、日本の競走馬、種牡馬。
主な勝ち鞍は、2008年の菊花賞（JpnI）、2009年の京都大賞典（GII）。

## 競走馬時代

### デビューまで
母であるシルバージョイはシルヴァーデピュティを父として、1993年にカナダで生産され、アメリカにて29戦4勝の成績を残し繁殖牝馬となった。1998年からは日本の北海道安平郡早来町（現：安平町）のノーザンファームに移動し、2004年にジャングルポケットと交配、2005年2月24日、6番仔となる栗毛の牡馬（後のオウケンブルースリ）が誕生した。
産まれた仔は、当歳のセレクトセールに上場。福井明は、一口馬主時代に活躍した出資馬の母父にトニービンがいたことや、サンデーサイレンス死亡後の首位種牡馬は、トニービンの後継であるジャングルポケットだと目論んでいたことを理由にその仔に入札、税抜き3000万円で落札した。福井にとって初めて競り落とした馬であり、その仔には自身の冠名「オウケン（桜拳）」に、空手を始めたきっかけとなった香港の俳優ブルース・リーを由来とする「ブルースリー」を組み合わせ「オウケンブルースリー」と命名、それから9文字制限に対応するために末尾の長音符を取り除いた「オウケンブルースリ」という競走馬名を与えた。また、福井と親交のあった栗東トレーニングセンターの音無秀孝厩舎の管理が決定した。
オウケンブルースリの肉体、体力面においては充実していたが、前脚の腱が発達しておらず、運動するたび、脚にむくみや熱が生じるなどしていた。そのため、2歳時は入厩できず、3歳3月に栗東トレーニングセンターの音無厩舎に入厩した。

### 競走馬時代

#### 3歳（2008年）
2008年4月26日、福島競馬場の未勝利戦（芝2000メートル）に北村友一が騎乗してデビュー、中団から追い込んだが2着。2戦目の5月17日、新潟競馬場の未勝利戦は、最終コーナーで膨れて周回してしまい5着。3戦目の6月8日、中京競馬場の未勝利戦で後方に4馬身差をつけて初勝利を挙げた。その後、6月の500万円以下、8月の1000万円以下と3連勝を果たした。

続いて9月28日、菊花賞のトライアル競走である神戸新聞杯（JpnII）に出走。初のオープン競走、重賞であったが、東京優駿（日本ダービー）優勝から参戦したディープスカイに続く2番人気に支持された。最終コーナーまで最後方で待機、直線では好位から進んだディープスカイが抜け出す中、その背後から迫り、残り200メートルで3馬身以上あったディープスカイとの差を、クビと半馬身まで縮めて3着。上がりはメンバー中最速を記録、菊花賞への優先出走権を獲得した。
10月26日の菊花賞（JpnI）では、春のクラシック二冠競走を勝利したキャプテントゥーレ、ディープスカイは回避するなど有力馬が不在の中、単勝オッズ3.7倍の1番人気に支持された。スタートから中団につけ、2周目の第3コーナーで外から追い上げを開始。先行勢の1頭として直線に進入し、残り300メートルで先頭となった。内から15番人気のフローテーションが追い上げてきたが、それに1馬身4分の1差をつけて入線。重賞初勝利、GI初勝利を挙げた。デビューから184日目での菊花賞勝利は、2歳戦が整備された1946年以降の最短記録であった275日目（1990年のメジロマックイーン）を上回った。騎乗した内田博幸は、クラシック初勝利。福井は、馬主歴11年目でGI初出走、並びに重賞およびGI初勝利であった。
それから、11月30日のジャパンカップ（GI）に出走し、5着。続いて有馬記念を目指し、ファン投票では7万7千票を集めて6位となった。しかし、疲れがあるために回避、放牧に出された。

#### 4-8歳（2009-13年）
古馬となった2009年は、3月22日の阪神大賞典（GII）で始動し、7着。それから天皇賞（春）を予定したが、腰や脚の不安から回避し、放牧に出された。夏を越して秋は、10月11日の京都大賞典（GII）で7か月ぶりの復帰。3番人気で出走し、後方待機から最終コーナーは大外を周回した。直線では先行勢を差し切り、後方に4分の3馬身差をつけて先頭で入線。1年ぶりの勝利となり、重賞2勝目となった。
天皇賞（秋）（GI）では4着。ジャパンカップは、獲得賞金順位では除外対象であったが、レーティング上位となったために出走が実現した。2番人気に支持されて発走、最後方待機から直線では大外を回って追い上げた。1番人気ウオッカが残り200メートルで後方に3馬身差をつける独走状態だったが、その外から末脚により差を縮め、ウオッカに並びかけたところで決勝戦を通過。1着2着は写真判定となり、7分要してウオッカのハナ差、2センチ先着が認められ、2着となった。ウオッカがレース後鼻出血を発症した一方、オウケンブルースリは右前脚に無理をしたため、脚に水がたまり、さらに腫れて休養。5歳となった2010年の春夏は出走することができなかった。
秋、10月10日の京都大賞典で復帰し、メイショウベルーガに半馬身差の2着。直後に右前脚の腫れが判明し、年内休養を宣言。しかし症状が軽く回復したため、一転続戦することとなった。天皇賞（秋）こそ回避したが、続くジャパンカップ、有馬記念は出走し、それぞれ7着、11着に敗れた。
以降は、6歳の2011年から7歳の2012年までに12回出走。6歳アルゼンチン共和国杯（GII）、7歳京都大賞典では2着、6歳京都大賞典では3着となったものの、勝利には至らなかった。2012年12月の競走馬引退を発表。8歳となった2013年1月19日、京都競馬場にて引退式を行い、1月20日付で競走馬登録を抹消した。

## 競走成績
以下の内容は、netkeiba.comおよびJBISサーチの情報に基づく。
| 競走日 | 競走日 | 競走日 | 競馬場 | 競走名               | 格       | 距離（馬場）  | 頭 数 | 枠 番 | 馬 番 | オッズ （人気） | 着順 | タイム （上がり3F） | 着差 | 騎手        | 斤量 [kg] | 1着馬（2着馬）       | 馬体重 [kg] |
| ------ | ------ | ------ | ------ | -------------------- | -------- | ------------- | ----- | ----- | ----- | --------------- | ---- | ------------------- | ---- | ----------- | --------- | -------------------- | ----------- |
| 2008.  | 04.    | 26     | 福島   | 3歳未勝利            |          | 芝2000m（良） | 12    | 1     | 1     | 007.90（4人）   | 02着 | 02:03.5 （34.2）    | -0.0 | 0北村友一   | 55        | ドリームエレメンツ   | 504         |
|        | 05.    | 17     | 新潟   | 3歳未勝利            |          | 芝2000m（良） | 11    | 6     | 6     | 001.50（1人）   | 05着 | 02:02.8 （35.8）    | -0.3 | 0北村友一   | 55        | エイデンダンス       | 502         |
|        | 06.    | 08     | 中京   | 3歳未勝利            |          | 芝2000m（良） | 18    | 3     | 5     | 003.20（1人）   | 01着 | 02:00.0 （35.6）    | -0.7 | 0北村友一   | 55        | （ロードフラッシュ） | 488         |
|        | 06.    | 21     | 阪神   | 生田特別             | 500万下  | 芝2400m（稍） | 10    | 1     | 1     | 002.00（1人）   | 01着 | 02:28.0 （34.4）    | -0.0 | 0武豊       | 53        | （コパノジングー）   | 480         |
|        | 08.    | 23     | 新潟   | 阿賀野川特別         | 1000万下 | 芝2200m（良） | 12    | 7     | 10    | 003.50（1人）   | 01着 | 02:11.9 （34.1）    | -0.4 | 0内田博幸   | 54        | （デストラメンテ）   | 480         |
|        | 09.    | 28     | 阪神   | 神戸新聞杯           | GII      | 芝2400m（良） | 18    | 6     | 12    | 004.20（2人）   | 03着 | 02:25.4 （34.5）    | -0.1 | 0内田博幸   | 56        | ディープスカイ       | 486         |
|        | 10.    | 26     | 京都   | 菊花賞               | GI       | 芝3000m（良） | 18    | 7     | 14    | 003.70（1人）   | 01着 | 03:05.7 （34.8）    | -0.2 | 0内田博幸   | 57        | （フローテーション） | 484         |
|        | 11.    | 30     | 東京   | ジャパンC            | GI       | 芝2400m（良） | 17    | 1     | 1     | 007.30（4人）   | 05着 | 02:25.8 （34.2）    | -0.3 | 0内田博幸   | 55        | スクリーンヒーロー   | 482         |
| 2009.  | 03.    | 22     | 阪神   | 阪神大賞典           | GII      | 芝3000m（重） | 12    | 8     | 12    | 002.60（1人）   | 07着 | 03:14.4 （39.5）    | -1.2 | 0内田博幸   | 58        | アサクサキングス     | 484         |
|        | 10.    | 11     | 京都   | 京都大賞典           | GII      | 芝2400m（良） | 14    | 2     | 2     | 004.90（3人）   | 01着 | 02:24.3 （34.1）    | -0.1 | 0内田博幸   | 59        | （スマートギア）     | 490         |
|        | 11.    | 01     | 東京   | 天皇賞（秋）         | GI       | 芝2000m（良） | 18    | 7     | 15    | 008.00（3人）   | 04着 | 01:58.0 （33.6）    | -0.8 | 0内田博幸   | 58        | カンパニー           | 482         |
|        | 11.    | 29     | 東京   | ジャパンC            | GI       | 芝2400m（良） | 18    | 5     | 10    | 004.70（2人）   | 02着 | 02.22.4 （34.1）    | -0.0 | 0内田博幸   | 57        | ウオッカ             | 482         |
| 2010.  | 10.    | 10     | 京都   | 京都大賞典           | GII      | 芝2400m（良） | 10    | 7     | 9     | 003.30（1人）   | 02着 | 02:25.1 （34.7）    | -0.1 | 0内田博幸   | 58        | メイショウベルーガ   | 504         |
|        | 11.    | 28     | 東京   | ジャパンC            | GI       | 芝2400m（良） | 18    | 7     | 14    | 015.80（6人）   | 07着 | 02:25.4 （33.8）    | -0.2 | 0C.ルメール | 57        | ローズキングダム     | 492         |
|        | 12.    | 26     | 中山   | 有馬記念             | GI       | 芝2500m（良） | 15    | 7     | 13    | 024.90（8人）   | 11着 | 02:33.7 （35.4）    | -1.1 | 0横山典弘   | 57        | ヴィクトワールピサ   | 492         |
| 2011.  | 02.    | 13     | 京都   | 京都記念             | GII      | 芝2200m（良） | 12    | 1     | 1     | 008.70（4人）   | 07着 | 02:15.1 （35.2）    | -1.2 | 0内田博幸   | 58        | トゥザグローリー     | 498         |
|        | 03.    | 20     | 阪神   | 阪神大賞典           | GII      | 芝3000m（良） | 13    | 7     | 12    | 004.90（2人）   | 08着 | 03:05.4 （35.5）    | -1.0 | 0浜中俊     | 58        | ナムラクレセント     | 488         |
|        | 05.    | 01     | 京都   | 天皇賞（春）         | GI       | 芝3200m（稍） | 18    | 8     | 16    | 077.2（12人）   | 10着 | 03:21.9 （35.8）    | -1.3 | 0浜中俊     | 58        | ヒルノダムール       | 486         |
|        | 10.    | 09     | 京都   | 京都大賞典           | GII      | 芝2400m（良） | 8     | 4     | 4     | 006.60（3人）   | 03着 | 02:24.3 （33.1）    | -0.2 | 0浜中俊     | 58        | ローズキングダム     | 488         |
|        | 11.    | 06     | 東京   | アルゼンチン共和国杯 | GII      | 芝2500m（良） | 18    | 6     | 12    | 004.30（1人）   | 02着 | 02:31.7 （35.1）    | -0.2 | 0田辺裕信   | 58.5      | トレイルブレイザー   | 488         |
|        | 11.    | 27     | 東京   | ジャパンC            | GI       | 芝2400m（良） | 16    | 2     | 4     | 046.0（12人）   | 10着 | 02:25.0 （33.8）    | -0.8 | 0蛯名正義   | 57        | ブエナビスタ         | 488         |
| 2012.  | 02.    | 18     | 東京   | ダイヤモンドS        | GIII     | 芝3400m（良） | 16    | 1     | 2     | 006.20（3人）   | 14着 | 03:38.1 （35.3）    | -1.3 | 0田辺裕信   | 58.5      | ケイアイドウソジン   | 490         |
|        | 03.    | 18     | 阪神   | 阪神大賞典           | GII      | 芝3000m（稍） | 12    | 8     | 11    | 072.50（7人）   | 08着 | 03:14.4 （39.5）    | -2.6 | 0安藤勝己   | 57        | ギュスターヴクライ   | 484         |
|        | 10.    | 08     | 京都   | 京都大賞典           | GII      | 芝2400m（良） | 13    | 6     | 9     | 024.10（7人）   | 02着 | 02:23.4 （35.2）    | -0.0 | 0浜中俊     | 57        | メイショウカンパク   | 488         |
|        | 11.    | 04     | 東京   | アルゼンチン共和国杯 | GII      | 芝2500m（良） | 15    | 5     | 8     | 007.30（4人）   | 07着 | 02:31.1 （34.9）    | -1.2 | 0浜中俊     | 58        | ルルーシュ           | 484         |
|        | 11.    | 25     | 東京   | ジャパンC            | GI       | 芝2400m（良） | 17    | 5     | 9     | 207.8（17人）   | 14着 | 02:24.9 （34.5）    | -1.8 | 0浜中俊     | 57        | ジェンティルドンナ   | 484         |
|        | 12.    | 23     | 中山   | 有馬記念             | GI       | 芝2500m（良） | 16    | 6     | 12    | 116.6（15人）   | 14着 | 02:34.4 （37.5）    | -2.5 | 0田辺裕信   | 57        | ゴールドシップ       | 486         |

## 種牡馬時代

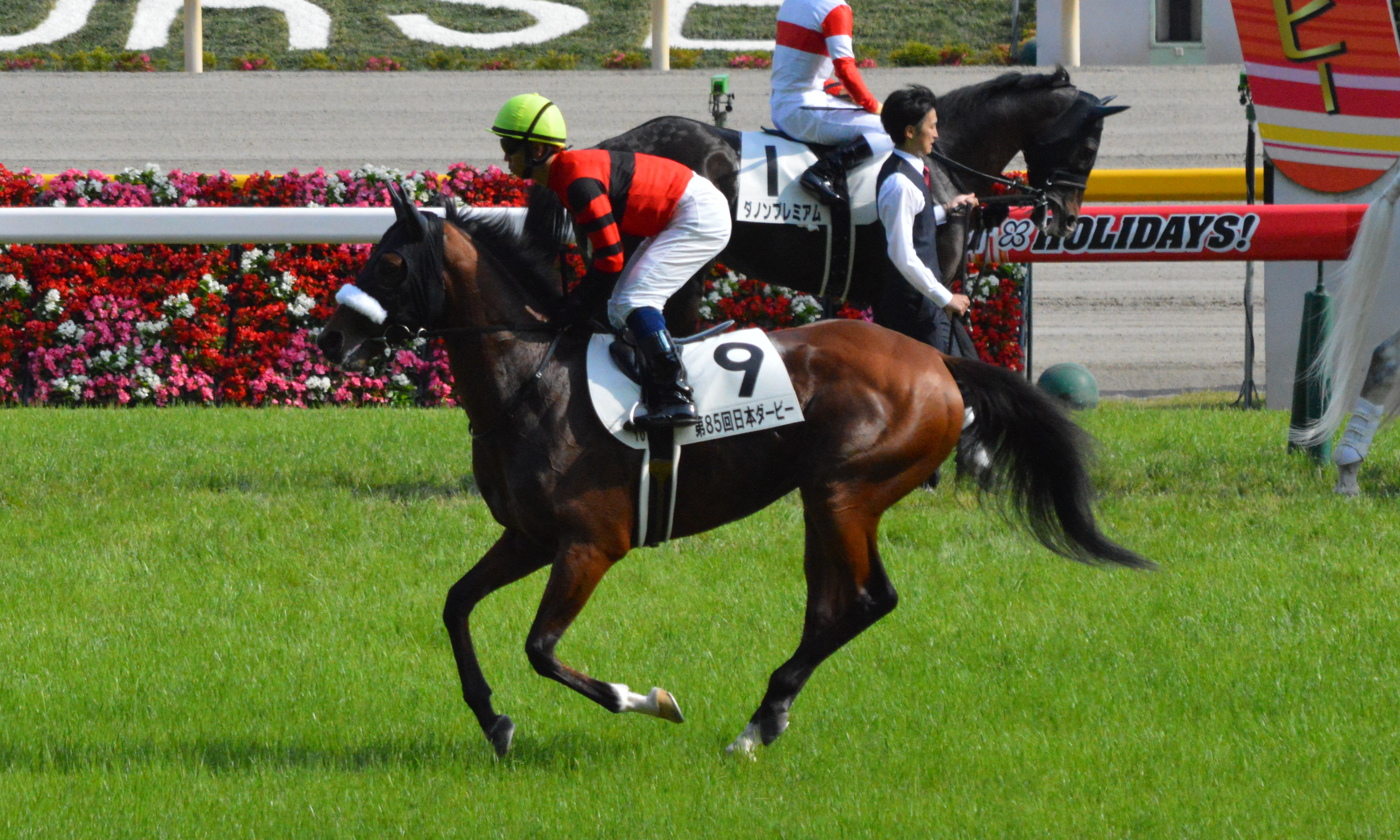
オウケンムーン

競走馬引退後は、イーストスタッドで種牡馬になった。2016年から初年度産駒がデビュー。2017年8月12日、初年度産駒のプリモガナドール（母父:ゴールドアリュール）が札幌競馬場の3歳未勝利を勝利し、産駒JRA初勝利。2世代目のオウケンムーン（母父:エリシオ）は、2018年の共同通信杯（GIII）において産駒重賞初出走、および産駒重賞初勝利を挙げた。
2021年以降は交配が無く、2023年には高齢も考慮し種牡馬を引退した。その後、イーストスタッドと同じ浦河町に所在する観光施設、うらかわ優駿ビレッジAERUで繋養、余生を過ごすこととなった。

### 主な産駒
- 2015産
  - オウケンムーン（共同通信杯）[42]

## 血統表
| オウケンブルースリの血統                       | オウケンブルースリの血統                                   | オウケンブルースリの血統                       | （血統表の出典）                               | （血統表の出典） |
| 父系                                           | ゼダーン系                                                 | ゼダーン系                                     | ゼダーン系                                     | [ § 2 ]          |
| 父 ジャングルポケット 1998 鹿毛 日本           | 父の父*トニービン Tony Bin 1983 鹿毛 アイルランド          | *カンパラ Kampala                              | Kalamoun                                       | Kalamoun         |
| 父 ジャングルポケット 1998 鹿毛 日本           | 父の父*トニービン Tony Bin 1983 鹿毛 アイルランド          | *カンパラ Kampala                              | State Pension                                  |                  |
| 父 ジャングルポケット 1998 鹿毛 日本           | 父の父*トニービン Tony Bin 1983 鹿毛 アイルランド          | Severn Bridge                                  | HornBeam                                       | HornBeam         |
| 父 ジャングルポケット 1998 鹿毛 日本           | 父の父*トニービン Tony Bin 1983 鹿毛 アイルランド          | Severn Bridge                                  | Priddy Fair                                    |                  |
| 父 ジャングルポケット 1998 鹿毛 日本           | 父の母*ダンスチャーマー Dance Charmer 1990 黒鹿毛 アメリカ | Nureyev                                        | Northern Dancer                                | Northern Dancer  |
| 父 ジャングルポケット 1998 鹿毛 日本           | 父の母*ダンスチャーマー Dance Charmer 1990 黒鹿毛 アメリカ | Nureyev                                        | Special                                        |                  |
| 父 ジャングルポケット 1998 鹿毛 日本           | 父の母*ダンスチャーマー Dance Charmer 1990 黒鹿毛 アメリカ | Skillful Joy                                   | Nodouble                                       | Nodouble         |
| 父 ジャングルポケット 1998 鹿毛 日本           | 父の母*ダンスチャーマー Dance Charmer 1990 黒鹿毛 アメリカ | Skillful Joy                                   | Skillful Miss                                  |                  |
| 母 *シルバージョイ Silver Joy 1993 栗毛 カナダ | 母の父Silver Deputy 1985 鹿毛 カナダ                       | Deputy Minister                                | Vice Regent                                    | Vice Regent      |
| 母 *シルバージョイ Silver Joy 1993 栗毛 カナダ | 母の父Silver Deputy 1985 鹿毛 カナダ                       | Deputy Minister                                | Mint Copy                                      |                  |
| 母 *シルバージョイ Silver Joy 1993 栗毛 カナダ | 母の父Silver Deputy 1985 鹿毛 カナダ                       | Silver Valley                                  | Mr. Prospector                                 | Mr. Prospector   |
| 母 *シルバージョイ Silver Joy 1993 栗毛 カナダ | 母の父Silver Deputy 1985 鹿毛 カナダ                       | Silver Valley                                  | Seven Valleys                                  |                  |
| 母 *シルバージョイ Silver Joy 1993 栗毛 カナダ | 母の母Joy of MyrtleWood 1984 鹿毛 アメリカ                 | Northern Jove                                  | Northern Dancer                                | Northern Dancer  |
| 母 *シルバージョイ Silver Joy 1993 栗毛 カナダ | 母の母Joy of MyrtleWood 1984 鹿毛 アメリカ                 | Northern Jove                                  | Junonia                                        |                  |
| 母 *シルバージョイ Silver Joy 1993 栗毛 カナダ | 母の母Joy of MyrtleWood 1984 鹿毛 アメリカ                 | Myrtlewood Lass                                | Ribot                                          | Ribot            |
| 母 *シルバージョイ Silver Joy 1993 栗毛 カナダ | 母の母Joy of MyrtleWood 1984 鹿毛 アメリカ                 | Myrtlewood Lass                                | Gold Digger                                    |                  |
| 母系(F-No.)                                    | (FN:13-c)                                                  | (FN:13-c)                                      | (FN:13-c)                                      | [ § 3 ]          |
| 5代内の近親交配                                | Northern Dancer 4×5･4、Gold Digger 5･4（母内）             | Northern Dancer 4×5･4、Gold Digger 5･4（母内） | Northern Dancer 4×5･4、Gold Digger 5･4（母内） | [ § 4 ]          |
| 出典                                           | 1. 2. 3. 4.                                                | 1. 2. 3. 4.                                    | 1. 2. 3. 4.                                    | 1. 2. 3. 4.      |

- 半姉アジアンリゾートの仔にカツゲキドラマ（プリンセス特別、園田プリンセスカップ）、ハイパーフォルテ（兵庫ダービー、楠賞）がいる。
- 曾祖母のMyrtlewood Lassの孫にチーフベアハート（ブリーダーズカップターフなど）がいる。
- 4代母Gold Diggerの産駒にミスタープロスペクターがいる。